# スター☆ドリーマーズ
『スター☆ドリーマーズ』は、2016年7月3日から2017年10月1日までBS朝日にて放送していたバラエティ番組。

## 概要
スターダスト所属の男子アーティスト集団『EBiDAN』に所属する各グループのメンバーがそれぞれの夢を掴む為、何時来るかわからないチャンスに備え、様々な角度で徹底的に自分磨きを行う、これまでにないドキュメントバラエティ番組。

## 出演者
- 超特急
- DISH//
- PrizmaX
- M!LK
- さくらしめじ
- MAGiC BOYZ
- SUPER★DRAGON

## 番組スタッフ
- ナレーター：金光宣明
- 構成：丹羽周、山本有宇介
- ブレーン：金田有浩、松本憲一
- タイトルデザイン：松本眞弓
- 制作デスク：林知也、池田彩夏
- 技術協力：池田屋、タムコ
- 編集・MA：オムニバス・ジャパン
- ヘアメイク：片岡順子
- 宣伝：大澤 誠（SDR）、阿部恭久（SDR）
- AD：石間敬悟、青柳亮大、澤田美月
- ディレクター：竹田真、小池孝志
- 制作プロデューサー：熱田和哉
- 協力プロデューサー：宮井晶（スターダスト音楽出版）、宮下昌也（スターダスト音楽出版）
- プロデューサー：藤下リョウジ（スターダストプロモーション）、菅谷憲（スターダスト音楽出版）、有賀達也（タッチプランニング）
- エグゼクティブプロデューサー : 細野義朗（スターダストプロモーション）
- 制作協力：株式会社タッチプランニング
- 制作：スターダスト音楽出版
- 製作著作：SDR